# 大橋利恵
大橋 利恵（おおはし りえ、1973年7月31日 - ）は、日本の歌手。東京都出身。血液型AB型。
avex trax在籍時は大橋 りえの名前で活動。
1996年から1999年にかけて、当時Every Little Thingのメンバーであった五十嵐充の音楽プロデュースを受けていた。父親はオートレーサー。
趣味はプロレス観戦、カフェ巡り。

## 来歴
- 17歳の時、某雑誌のグラビアコンテストで優勝し、芸能界入り。その翌年辺りまでは雑誌グラビアの仕事が主だった。その後、歌手活動に向けて動き出す。
- 1994年9月にシングル『愛って何?』で、キングレコードから歌手デビュー。
- 1996年、音楽プロデューサーに五十嵐充を迎え、同年6月にシングル『Everybody, Shake Up!』を発売。なお同年、五十嵐もEvery Little Thing（以下ELTと略）のメンバーとしての活動を始める。
- 1997年7月、初のアルバム『Realize』発売。
- 1998年、ELTと同じレコード会社であるavex traxへ移籍。同時に芸名も大橋利恵から大橋りえへ改名。同年8月、1年3ヶ月ぶりのシングル『Release myself』発売。五十嵐が引き続き音楽プロデュースを行う。
- 同年10月、キングレコードからも、五十嵐プロデュース以前の曲をまとめたアルバム『ANOTHER SIDE』発売。
- 1999年4月、bayfm『GROOVE FROM K・WEST』水曜日担当（翌年3月終了、番組自体は継続）。同年、Kiss-FM KOBEにて番組『MIDNIGHT KISS』木曜日担当。
- 同年7月のシングル『Turn Into Love』以降、avex traxからのシングル発売がない状態となる。
- 2001年、Kiss-FM KOBE『AFTER STAGE KOBE』木曜日担当。同年末に降板。事実上の活動休止となる。
- 2003年、自らの誕生日に合わせてウェブサイト「Rie's★room」立ち上げ（8月正式オープン）、歌手活動の再開発表。同年、大橋がボーカルを担当するバンドThe Queenbee Loverの結成、及び活動開始を同ウェブサイトで発表。
- 2004年、The Queenbee Loverのウェブサイトを立ち上げ後、ライブ活動も行う。その後、同バンドとしての活動休止を、ウェブサイトのBBS停止と共に発表。
- 2009年、芸名を再び大橋利恵へ戻し、メディアファクトリーから約10年ぶりとなるシングル『Get the Door』を発売。TVアニメ『クイーンズブレイド 流浪の戦士』オープニングテーマであり、東京国際アニメフェア2009のライブステージでも披露された。
- 2010年6月、芸能プロダクション「クリスタルオフィス」から音楽活動のサポートを受けることを自身のブログで発表。

## ディスコグラフィ

### シングル
| 枚                                     | 発売日                                 | タイトル                               | 2曲目以降（カラオケ除く）              | 備考                                                                                       |
| 「大橋利恵」名義・キングレコード在籍時 | 「大橋利恵」名義・キングレコード在籍時 | 「大橋利恵」名義・キングレコード在籍時 | 「大橋利恵」名義・キングレコード在籍時 | 「大橋利恵」名義・キングレコード在籍時                                                     |
| -------------------------------------- | -------------------------------------- | -------------------------------------- | -------------------------------------- | ------------------------------------------------------------------------------------------ |
| 1st                                    | 1994年9月21日                          | 愛って何?                              | 言い訳しないで                         |                                                                                            |
| 2nd                                    | 1995年5月24日                          | 逢いたくて逢えなくて                   | Cheek to Cheek                         | ワニブックス『Wink Up』ラジオCMソング                                                      |
| 3rd                                    | 1995年11月22日                         | Let's Make Love                        | 涙はあてにならない                     | ワニブックス『Wink Up』ラジオCMソング                                                      |
| 4th                                    | 1996年6月26日                          | Everybody, Shake Up!                   | 同（In The Down Mix）                  | ミツカン『追いがつおつゆ』CMソング/この作品より五十嵐充がプロデュース                      |
| 5th                                    | 1996年11月1日                          | Shiny Lucky Lady                       | 同（EXTENDED MIX）                     | KDD（現・KDDI） CMソング、TBS系『ランク王国』オープニングテーマ                            |
| 6th                                    | 1997年5月14日                          | Close To You                           | 同（Delight Mix）                      | テレビ東京『出動!ミニスカポリス』エンディングテーマ                                        |
| 「大橋りえ」名義・エイベックス在籍時   |                                        |                                        |                                        |                                                                                            |
| 7th                                    | 1998年8月19日                          | Release myself                         | Inside You                             | トヨタプリンセスカップ'98大会 イメージソング                                               |
| 8th                                    | 1998年11月11日                         | 君のいる街                             | ゴメンネ                               | 東建コーポレーションCMソング                                                               |
| 9th                                    | 1999年4月28日                          | Ask for me                             | 同(ORIENTA-RHYTHM CLUB MIX)            | TBS系『COUNT DOWN TV』 1999年4月エンディングテーマ                                         |
| 10th                                   | 1999年7月23日                          | Turn Into Love                         | 同(~Bobby D'Ambrosio Club Mix)         | カネボウ化粧品『テスティモ』CMソング                                                       |
| メディアファクトリー在籍時             |                                        |                                        |                                        |                                                                                            |
| 11th                                   | 2009年4月22日                          | Get the Door                           | -                                      | TVアニメ『クイーンズブレイド 流浪の戦士』オープニングテーマ 大橋にとって初のマキシシングル |

## 出演

### ラジオ
- GROOVE FROM K・WEST（1999年4月 - 2000年3月、bayfm）
- MIDNIGHT KISS 大橋りえのKISS KISS KISS（1999年、Kiss-FM KOBE）
- AFTER STAGE KOBE THURSDAY 大橋りえのドリームウィーバー（2001年、Kiss-FM KOBE）
- 大橋利恵のミュージック・カプチーノ（2011年1月 - 12月31日、ABCラジオ）